# Radikal 206
Radikal 206 mit der Hauptbedeutung „Dreifuß“ (aber auch im übertragenen Sinne: kaiserliche Macht; Kessel; Macht; Opfergefäß; Symbol für das Reich; Urne; errichten; fest; stark) ist eines von vier traditionellen Radikalen der chinesischen Schrift mit 13 Strichen. Nähere Informationen siehe: Ding (Gefäß).
Mit 4 Zeichenverbindungen in Mathews’ Chinese-English Dictionary nimmt es eine sehr geringe Häufigkeit ein.

## Schriftzeichenverbindungen, die vom Radikal 206 regiert werden
| Striche | Zeichen |
| ------- | ------- |
| +0      | 鼎      |
| +02     | 鼏 鼑   |
| +03     | 鼐 鼒   |

 Im Unicodeblock Kangxi-Radikale ist das Radikal 206 unter der Codepointnummer 12.237 (U+2FCD) codiert.